# 蒙特雷德阿塞里區
蒙特雷德阿塞里區（西班牙語：Monterrey de Aserrí），是哥斯達黎加的一個區，位於該國中部聖何塞省，始建於1966年4月5日，面積8.10平方公里，海拔高度1,100米，2011年人口498，人口密度每平方公里61.48人。